# Novi Urgal
Novi Urgal (en rus: Но́вый Урга́л) és un possiólok del krai de Khabàrovsk, a l'Extrem Orient de Rússia. És a la confluència dels rius Urgal i Bureià, a 340 km al nord-oest de Khabàrovsk i a 28 km a l'oest de Txegdomín.